# Cybulino (Bobolice)
Cybulino (deutsch Zeblin) ist ein Dorf in der Woiwodschaft Westpommern im Nordwesten Polens. Es gehört zur Gmina Bobolice (Gemeinde Bublitz) im Powiat Koszaliński (Kösliner Kreis).

## Geographische Lage

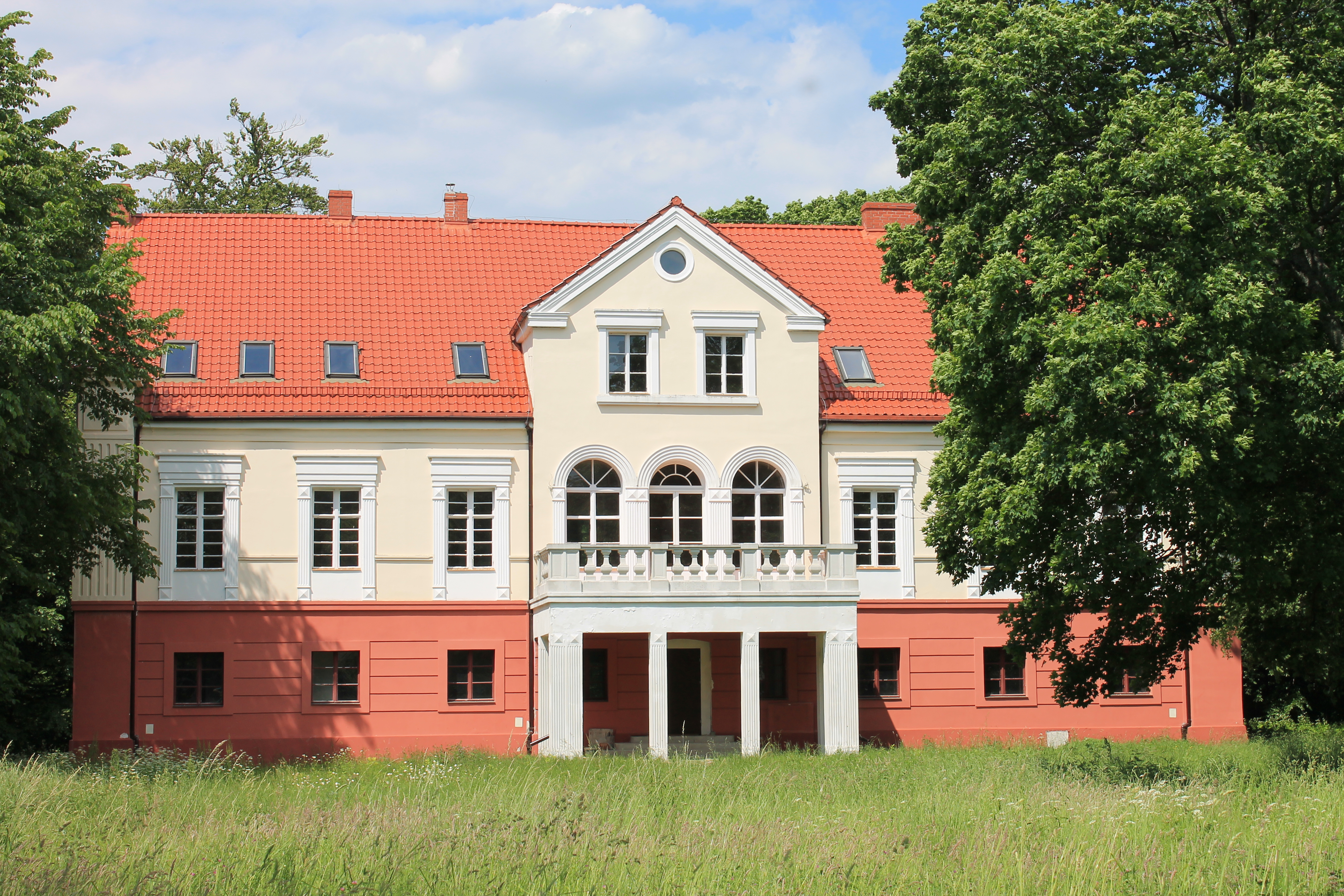
Herrenhaus (Aufnahme von 2014)

Cybulino liegt auf einem Höhenzug am Tal des Flusses Radüe in Hinterpommern, etwa 9 Kilometer nördlich der Kleinstadt Bobolice und 32 Kilometer südöstlich der regionalen Metropole Koszalin (Köslin). Nachbardörfer sind Kurowo (Kurow) im Nordwesten, Gozd (Gust) im Süden und Chocimino (Gutzmin) im Nordosten. Die Ortschaft liegt in unmittelbarer Nähe der Woiwodschaftsstraße 168, deren Verlängerung in südöstlicher Richtung vom Dorf Drzewiany (Drawehn) aus nach Biały Bór (Baldenburg) führt.

## Geschichte
Cybulino (ältere Schreibweise: Zebbelin) ist ein Dorf mit einer eigenen Kapelle, das aus einem Rittergut hervorgegangen war. Das Gut war bis zum 16. Jahrhundert ein Lehen der Familie Knuth (oder Knutten) und kam im 17. Jahrhundert in den Besitz eines Zweigs der Familie von Kleist. 1630 wird Jurgen Kleist urkundlich als Inhaber von Zeblin erwähnt. Vor 1735 hatte das Gut Joachim Ewald von Kleist gehört. Um 1780 gab es in Zeblin ein Vorwerk, eine Wassermühle, die etwas abseits vom Dorfkern von der Radue angetrieben wurde, zehn Bauern, drei Kossäten, eine Schmiede, ein Wirtshaus und insgesamt 20 Feuerstellen (Haushalte). 1830 wurde das Gut an den Landschaftsrat von Hellermann verkauft, dessen Erben es noch 1862 bewohnten.
Vor 1945 gehörte Zeblin als Teil der Landgemeinde Kurow zum Kreis Köslin in der preußischen Provinz Pommern.
Gegen Ende des Zweiten Weltkriegs wurde die Region im Frühjahr 1945 von der Roten Armee besetzt und anschließend zusammen mit ganz Hinterpommern unter polnische Verwaltung gestellt. Das Dorf erhielt nun den polnischen Namen Cybulino. Die einheimische Bevölkerung wurde vertrieben.

### Einwohnerentwicklung
- 1867: 237[7]
- 2008: 250[8]

## Kirchspiel
Die Kapelle von Zeblin war eine Filiale der evangelisch-lutherischen Mutterkirche des Nachbardorfs Kurow, die zur Synode von Bublitz gehörte.

## Söhne und Töchter der Stadt
- Ewald Christian von Kleist (1715–1759), deutscher Dichter und preußischer Offizier